# Neusticomys mussoi
Neusticomys mussoi és una espècie de mamífer rosegador de la família dels cricètids. És endèmica de l'oest de Veneçuela. El seu hàbitat natural són els rierols. Es tracta d'un animal semiaquàtic que s'alimenta d'invertebrats aquàtics. Està amenaçada per la desforestació, les preses i l'agricultura.
L'espècie fou anomenada en honor del mastòleg veneçolà Andrés Musso.